# モスクワ条約 (2002年)
モスクワ条約（モスクワじょうやく）は、2002年5月24日に、アメリカとロシアの間で結ばれた核軍縮条約。
正式名称はアメリカ合衆国とロシア連邦との間の戦略的攻撃能力の削減に関する条約（英語: Treaty Between the United States of America and the Russian Federation on Strategic Offensive Reductions (SORT), ロシア語: Договор о сокращении стратегических наступательных потенциалов）。

## 内容
両国の戦略核弾頭の配備数を2012年までに1700〜2200発まで削減することを定める。核弾頭及びその運搬手段（ICBM、SLBM及びそれらのMIRV弾頭、戦略爆撃機等）の廃棄義務は無く、構成も両国各々が、決定する。削減対象とした核弾頭の保管も可能。
SALT I （1969年-1972年）、 ABM制限条約 （1972年）、SALT II （1972年-1979年）、INF全廃条約 （1987年）、START I （1991年）及びSTART II （1993年）を含む両国間における相互核軍縮に関する一連の条約・交渉に続くものである。
2010年、最新の新STARTが締結され、終了した（第14条第4項）。